# Наші (політична партія)
На́ші — заборонена в Україні проросійська політична партія, створена 21 вересня 2018 року. 7 березня 2019 року політична партія увійшла до складу Опозиційного блоку. Її керівником був депутат Верховної ради України VII і VIII скликання Євгеній Мураєв, що втік із України з початком повномасштабного вторгнення РФ.
19 березня 2022 року РНБО призупинила діяльність партії на час воєнного стану.
14 червня 2022 року Восьмий апеляційний адміністративний суд остаточно заборонив партію.

## Державна реєстрація
Партію було зареєстровано 19 лютого 2015 під назвою «Політична партія „Перемога“». 10 лютого 2017 року її перейменували на «Сила народу», 2 серпня 2018 року партію перейменовано на «Український формат», 21 вересня назву замінили на «Наші».

## Діяльність
У вересні 2018 року колишній співголова проросійської партії ОПЗЖ Мураєв створив партію «Наші». До неї увійшла частина діячів із «За життя».

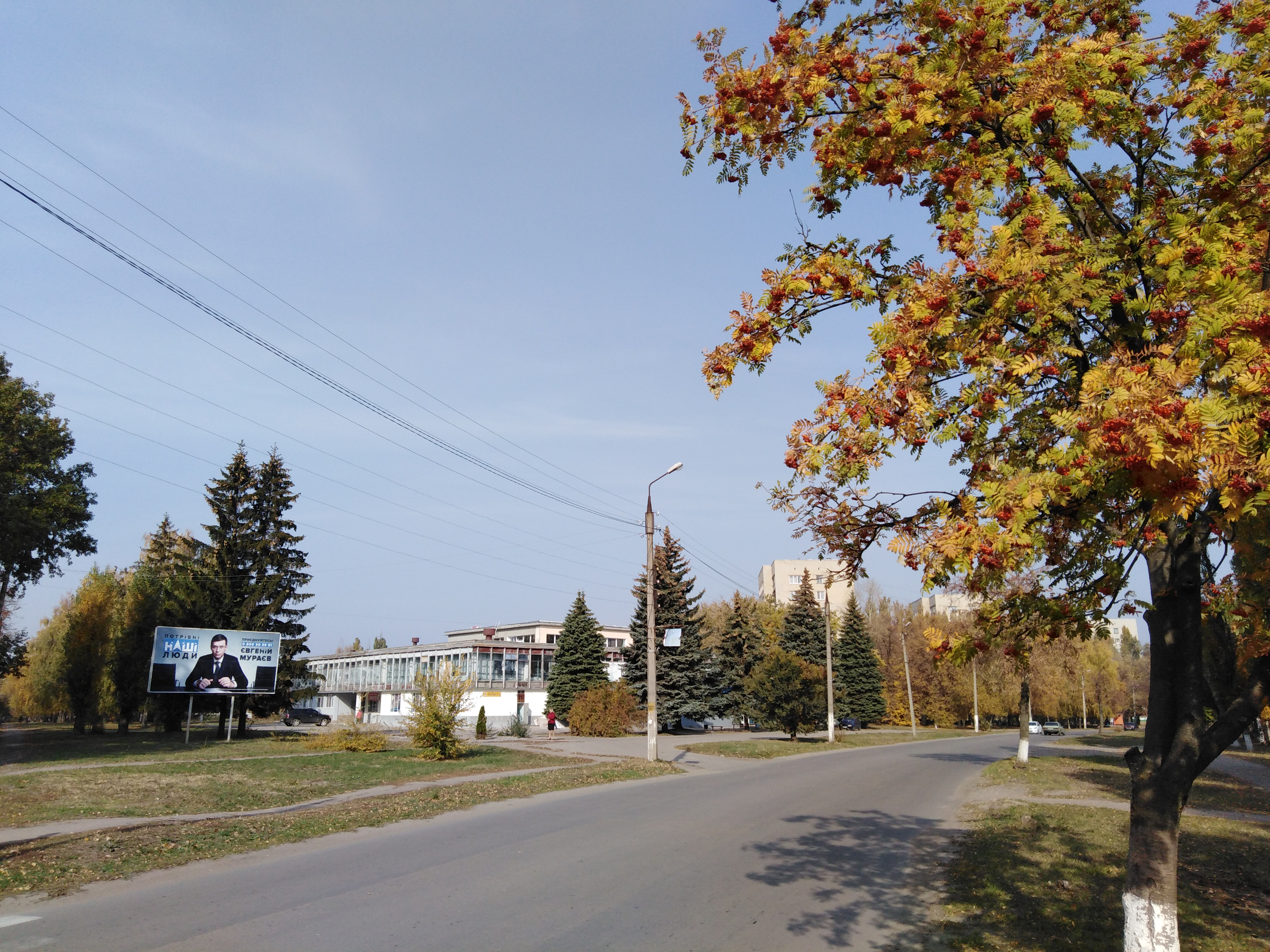
Білборд із рекламою партії «Наші» та зображенням Мураєва. Харківська область, місто Первомайський, Жовтнева вулиця. 2018 рік

10 січня 2019 року партія обрала Мураєва кандидатом на виборах президента України 2019 року. 7 березня 2019 року Мураєв зняв свою кандидатуру на користь Олександра Вілкула. Він також повідомив про заплановане об'єднання партій Вілкула «Опозиційний блок — Партія розвитку і миру» і «Наші». На парламентських виборах 2019 року партія приєдналася до партійного списку з партіями «Опозиційний блок — Партія миру і розвитку», «Відродження» та «Довіряй ділам». Цей список партій отримав 3,23 % голосів, не подолавши 5 % бар'єр.
2020 року партія брала участь у місцевих виборах у складі регіональних виборчих блоків. (Блок Кернеса — Успішний Харків, Довіряй ділам тощо). У Южненській міській територіальній громаді партія отримала три місця.
У листопаді 2021 року журналісти проаналізували фінансовий звіт партії, виявивши, що частина задекларованих донорів партії не змогла підтвердити, що вкладала гроші, інші донори не змогли пояснити походження внесених грошей, а пожертви значно перевищували їхні прибутки. Також серед спонсорів партії знайшли кілька офшорних фірм, афілійованих із Мураєвим. Сам Мураєв розслідування не коментував, проте заявивши, що його автори «фінансуються Соросом».
В кінці 2021 року Мураєв на підконтрольному телеканалі «НАШ» презентував формулу країни, яку звинуватили у поширені проросійської пропаганди.
У січні 2022 року британський уряд звинуватив Росію в прагненні витіснити уряд України за допомогою військової сили та замінити його проросійською адміністрацією, яку, ймовірно, мав очолити Мураєв. Міністр закордонних справ Великої Британії Ліз Трасс написала, що Британія «не потерпить змови Кремля щодо встановлення проросійського керівництва в Україні». Мураєв заперечував подібні плани, заявивши, що перебував під санкціями Росії. В Росії назвали ці дані «дезінформацією». У російському МЗС заявили, що звинувачення Великобританії є «доказом того, що саме країни НАТО на чолі з англосаксами нагнітають напруженість навколо України». Український політолог Володимир Фесенко писав, що «Мураєв не дивлячись на всю його проросійськість, не є фігурою, яка є дуже близькою до Кремля, особливо порівняно з Медведчуком».
Після початку російського вторгнення 2022 року члени партії «Наші» співпрацювали з російськими військами та очолювали окупаційні адміністрації на захоплених росіянами територіях.
19 березня 2022 року РНБО заборонила діяльність 11 проросійських партій, включно з партією «Наші».
Восьмий апеляційний адміністративний суд Львова також заборонив діяльність партії.

## Ідеологія
Партія декларувала прихильність до нейтрального та позаблокового статусу України; поваги до історії, турботи про розвиток культури й російської мови; політики реіндустріалізації країни; широкої децентралізації та культурної автономії всіх без винятків регіонів України.

### Проросійський вектор ідеології
Партія «Наші» Євгенія Мураєва — одна з багатьох проросійських партій (Опоблок, ОПЗЖ тощо), що утворилася на уламках колишньої Партії регіонів.
Зірка на логотипі партії нагадує радянську (або кремлівську) червону зірку.

## Керівництво
Партію очолювали народні депутати VII і VIII скликання Євгеній Мураєв і Олександр Долженков, які раніше входили до складу партії «За життя» і «Партії регіонів».

## Рейтинг
В опитуванні «Рейтинг» у листопаді 2018 року партія набрала 4,9 %.
Згідно з дослідженням компанії Active Group, у лютому 2022 року рейтинг партії «Наші» становив 4,9 %, а за даними Київського міжнародного інституту соціології рейтинг партії з жовтня 2021 року до лютого 2022 року коливався від 4,1 до 5,7 %. У той самий час рейтинг її лідера Євгена Мураєва у багатьох опитуваннях зрівнявся з головним опонентом Юрієм Бойко.
Багато аналітиків вважали, що підйом електорального рейтингу партії безпосередньо пов'язаний з діяльністю створеного у 2018 році телеканалу «НАШ», закритого в лютому 2022 року у зв'язку із запровадженими санкціями РНБО.